# نانا-مامبره
نانا-مامبره (به لاتین: Nana-Mambéré) یکی از استان های جمهوری آفریقای مرکزیاست.

## خصوصیات
نانا-مامبره ۲۶٬۶۰۰ کیلومترمربع مساحت و ۲۳۳٬۶۶۶ نفر جمعیت دارد.